# 미나미마키가하라역
미나미마키가하라역(일본어: 南万騎が原駅)은 일본 가나가와현 요코하마시 아사히구에 위치한 역이다. 역 번호는 SO31이다.

## 역사
- 1976년 4월 8일: 영업 개시.
- 1999년 2월 27일: 쾌속의 운행이 시작되어 역이 정차역이 됨.
- 2000년
  - 3월: 엘리베이터가 설치됨.
  - 8월: 역사의 개수 공사 착수.
- 2001년 2월 18일: 신역사의 공용 개시.
- 2014년 4월 27일: 다이아 개정에 의한 특급 운용 개시, 본 역은 통과역이 됨.
- 2015년: 역전 광장이 재정비됨.

## 역 구조
다리 속에 상대식 승강장 2면 2선을 갖는다. 승강장은 10량 편성에 대응하고 있어 쇼난다이 역 방향은 마키가하라 터널 갱구가 되고 있다. 후타마타가와 역 방향으로는 도카이도 신칸센이 교차하고 있지만, 신칸센에 역은 없다.
역사는 교상 역사이다. 본 역사는 2000년부터 2001년까지 보수 공사를 하여 승강장 사이에는 에스컬레이터와 엘리베이터가 설치되었고, 동시에 개찰 내에는 다용도 화장실이 설치되어 배리어 프리 대응을 하였다.

### 승강장
| 번호 | 노선        | 방향 | 행선                                                           |
| ---- | ----------- | ---- | -------------------------------------------------------------- |
| 1    | 이즈미노 선 | 하행 | 이즈미노・쇼난다이 방면                                        |
| 2    | 이즈미노 선 | 상행 | 후타마타가와・요코하마・(후타마타가와 방향)야마토・에비나 방면 |

## 역 주변
- 소테쓰 라이프 미나미마키가하라
  - 리소나 은행 ATM
- 다이소 소테쓰 라이프 미나미마키가하라점(100엔숍)
- 요코하마 시민의 숲(2015년 9월 개장)
- 어린이 자연 공원(오이케 공원)
- 요코하마 지방 법무국 아사히 출장소
- 미나미마키가하라 역전 우체국
- 요코하마 시립 젠부 초등학교
- 요코하마 시립 사치가오카 초등학교
- 요코하마 시립 마키가하라 초등학교

## 사진

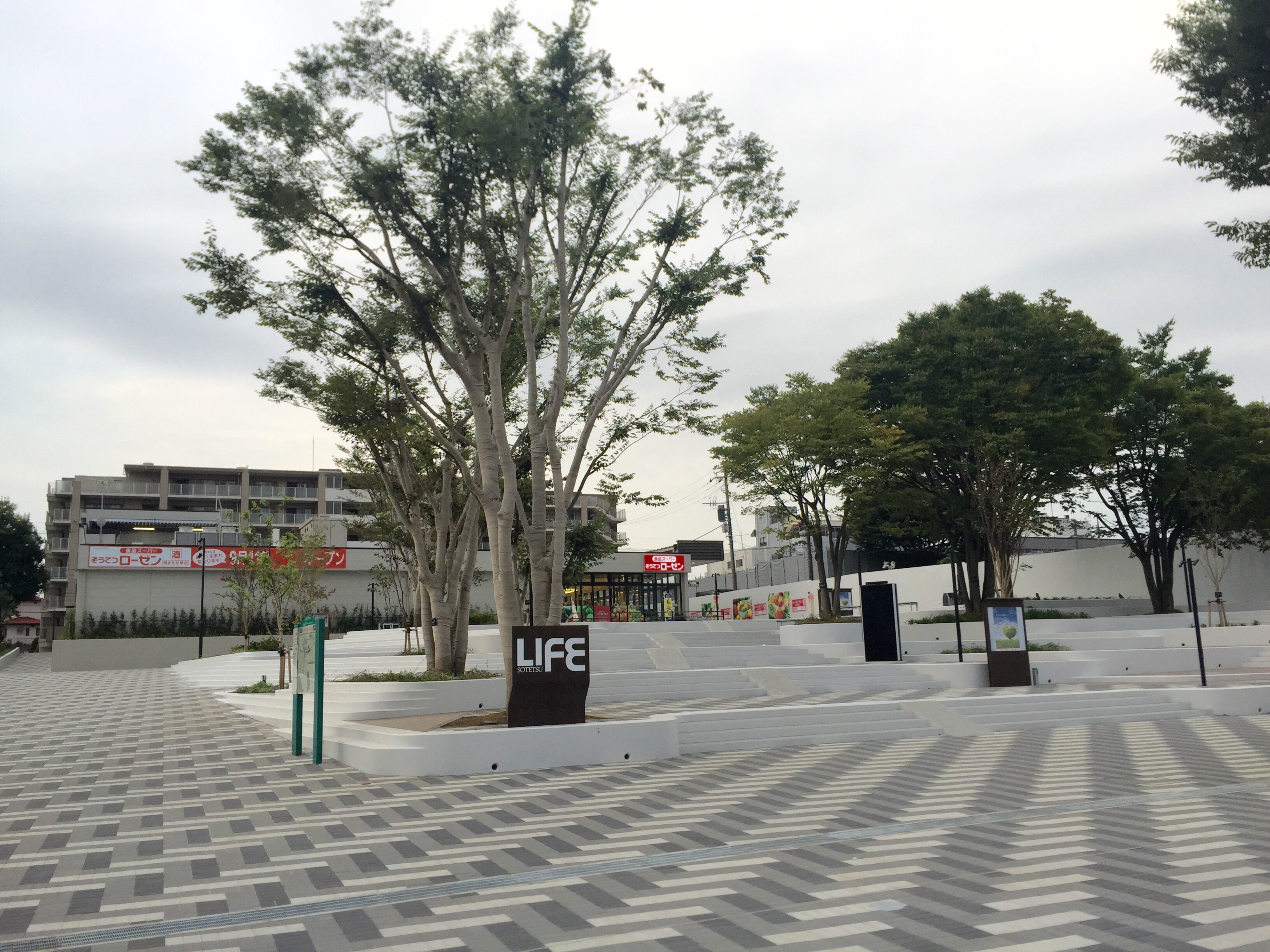
역전 광장
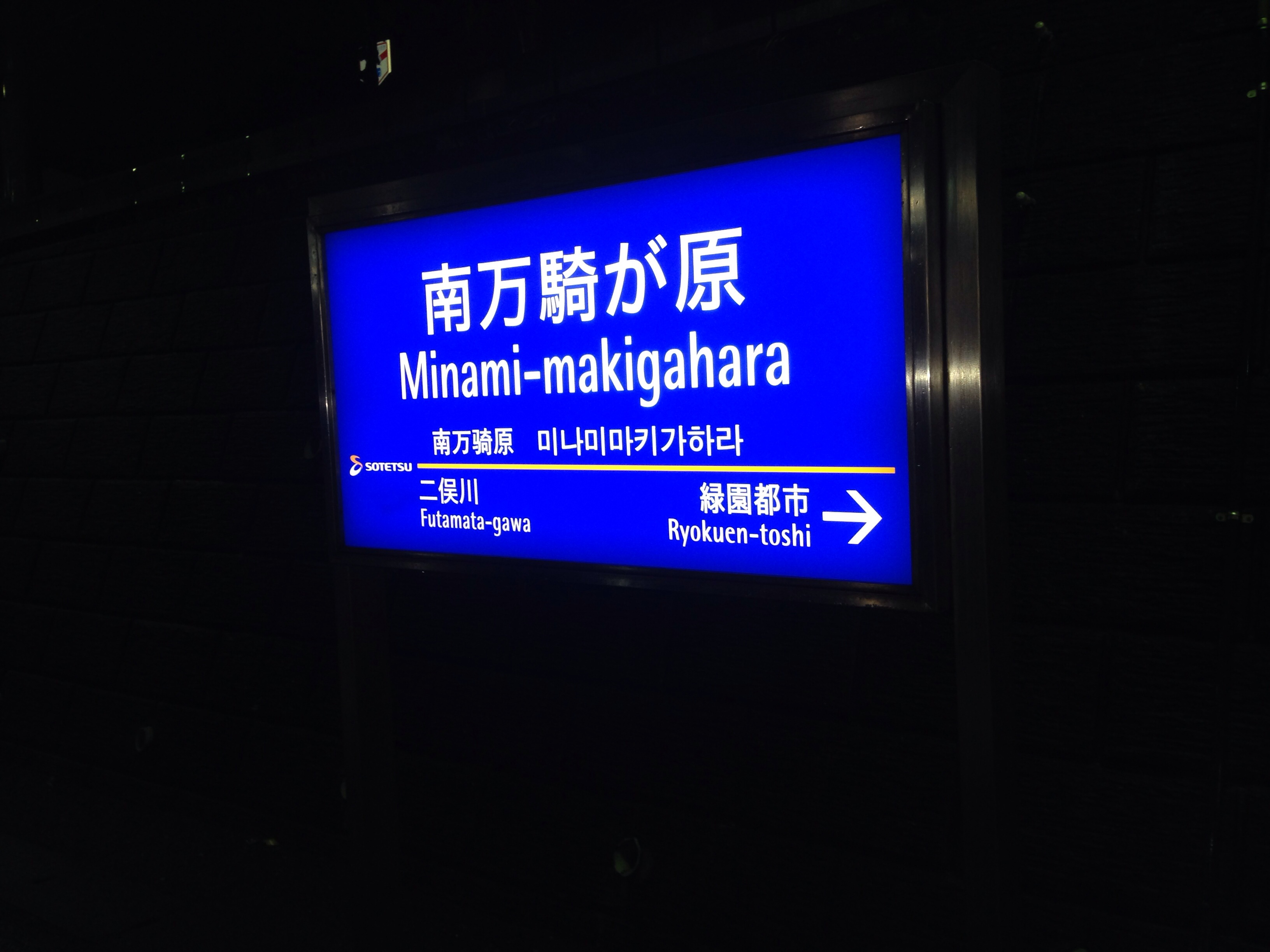
역명판

## 인접역
| 사가미 철도 이즈미노 선         | 사가미 철도 이즈미노 선 | 사가미 철도 이즈미노 선       |
| ------------------------------- | ----------------------- | ----------------------------- |
| SO10 후타마타가와 요코하마 방면 | ■ 쾌속 ■ 각역정차       | 료쿠엔토시 SO32 쇼난다이 방면 |